# دانیل کلارک
دانیل کلارک (انگلیسی: Daniel Clark؛ زادهٔ ۱۴ اکتبر ۱۹۸۵) بازیگر و خواننده اهل ایالات متحده آمریکا است.

از فیلم‌ها یا مجموعه‌های تلویزیونی که وی در آن‌ها نقش داشته‌است، می‌توان به آیا از تاریکی هراس دارید؟، بخش فوریت‌های پزشکی، جونو و دگراسی : نسل بعدی اشاره کرد.